# Monksilver
Monksilver is een civil parish in het bestuurlijke gebied Somerset West and Taunton, in het Engelse graafschap Somerset met 113 inwoners.